# Luigi Hernandez
Luigi Hernandez (27 febbraio 1993) è un calciatore britannico delle Isole Cayman, di ruolo difensore.

## Carriera

### Club
Ha giocato nella massima serie del campionato delle Isole Cayman con il Bodden Town.

### Nazionale
Ha esordito in Nazionale nel 2009, prendendo parte a 6 incontri valevoli per le qualificazioni ai Mondiali 2014.